# Euhybus ardopeodes
Euhybus ardopeodes är en tvåvingeart som beskrevs av Axel Leonard Melander 1927. Euhybus ardopeodes ingår i släktet Euhybus och familjen puckeldansflugor. Inga underarter finns listade i Catalogue of Life.